# Smurfhits 1
Smurfhits 1 är det första albumet i Smurfarnas skivserie Smurfhits, utgivet den 27 september 1996 på CNR Music.

## Låtlista
1. "Vilken smurfig sommar" ("No Limit" av 2 Unlimited) – 3:36
2. "Tänker på dig" ("Think of You" av Whigfield) – 3:32
3. "Smurfa nu" ("Stayin' Alive" av N-Trance) – 4:06
4. "Spelmanssmurfen (Felesmurfen)" – 3:47
5. "Alla smurfars paradis" ("Gangsta's Paradise" av Coolio) – 4:01
6. "Det är smurf-fest hos mig" ("Beautiful Life" av Ace of Base) – 3:36
7. "Sångsmurfen" ("Here Comes the Hotstepper" av Ini Kamoze) – 3:53
8. "Smurfarna i haven" ("Fiskarna i haven" av Idde Schultz) – 3:46
9. "Smurfland (Smurfing World)" – 2:49
10. "Smurf-fantastiskt" ("Boombastic" av Shaggy) – 3:16
11. "Klättersmurfen" ("Be My Lover" av La Bouche) –  2:44
12. "Skvaller" (Sladder) – 3:00
13. "Vi är smurfar (The Smurfing Way)" – 2:21
14. "Fotboll är livet" (Football Forever) – 2:12

Bonuslåt
1. "Jul i Smurfskogen" (Happy Christmas) – 3:20

## Listplaceringar
| Lista (1996–1997) | Topplacering |
| ----------------- | ------------ |
| Sverige           | 1            |

### Fotnoter
1. ↑  "Smurfarna* – Smurfhits 1". Discogs.
2. ↑  ”Smurfhits 1”. Hitparad. Arkiverad från originalet den 5 mars 2016. https://web.archive.org/web/20160305012522/http://www.hitparad.se/showitem.asp?interpret=Smurfarna&titel=Smurfhits+1&cat=a. Läst 31 oktober 2012.